# كيري كينغ
كيري كينغ (بالإنجليزية: Kerry King)‏ هو موسيقي ومنتج وأمريكي، ولد في كاليفورنيا عام 1964. انضم إلى فرقة الثراش ميتال الأمريكية «سلاير (Slayer)» عام 1981، وهو عازف الإيتار الرئيسي فيها، وهو أيضًا عازف الإيتار الإيقاعي في الفرقة. وعمل عازف الإيتار الرئيسي في أغنية «نو سليب تيل بروكلين (No Sleep Till Brooklyn)». عادة ما يرتدي أقمصة رياضية أثناء تقديمه للعروض الموسيقية؛ نظرًا لإعجابه الكبير برياضتَي الهوكي وكرة القدم.

## روابط خارجية
- كيري كينغ على موقع IMDb (الإنجليزية)
- كيري كينغ على موقع ميوزك برينز (الإنجليزية)
- كيري كينغ على موقع إن إن دي بي (الإنجليزية)
- كيري كينغ على موقع أول ميوزيك (الإنجليزية)
- كيري كينغ على موقع ديسكوغز (الإنجليزية)
- كيري كينغ على موقع قاعدة بيانات الفيلم (الإنجليزية)